# Hemimeris
Hemimeris é um género botânico pertencente à família Scrophulariaceae.

## Espécies seleccionadas
- Hemimeris acutifolia
- Hemimeris alsinoides
- Hemimeris caulialata
- Hemimeris centrodes
- Hemimeris coccinea
- Hemimeris diffusa

1. ↑  «Hemimeris — World Flora Online». www.worldfloraonline.org. Consultado em 19 de agosto de 2020